# Epectaptera discalis
Epectaptera discalis là một loài bướm đêm thuộc phân họ Arctiinae, họ Erebidae.